# Pomasia axis
Pomasia axis är en fjärilsart som beskrevs av George Francis Hampson 1893. Pomasia axis ingår i släktet Pomasia och familjen mätare. Inga underarter finns listade i Catalogue of Life.